# Elisabeth Domitien
Elisabeth Domitien (Lobaye, 1925-Bimbo, 26 de abril de 2005) fue una política centroafricana. Fue la primera mujer (y única) en ocupar el cargo de primera ministra de su país.

## Biografía

### Primeros años
Recibió solo instrucción rudimentaria en lectura y escritura en una escuela católica. Pasó gran parte de su tiempo trabajando en el campo y ayudó a vender productos agrícolas. Con el tiempo, se estableció como agricultora y mujer de negocios. A los 20 años se involucró en la lucha por la liberación.

### Carrera
Movilizó a la población con sus discursos en Sangho. Se convirtió en la jefa del grupo de mujeres en el movimiento de independencia, el Movimiento por la Evolución Social del África Negra (MESAN). Colaboró estrechamente con Barthélemy Boganda, el fundador del movimiento. El país se independizó en 1960 y Domitien colaboró como asesora política para el primer presidente de la República Centroafricana, David Dacko, y el comandante en jefe Jean-Bédel Bokassa.
En 1972, Bokassa (que había tomado el poder en 1966) la nombró vicepresidenta del MESAN y en 1973 dirigió el primer congreso nacional de agricultores centroafricanos. El 2 de enero de 1975 el presidente cambió el gabinete y nombró a Domitien como primera ministra. El nombramiento, según analistas, se debió a que 1975 había sido declarado Año Internacional de la Mujer y Bokassa quería destacar a nivel internacional con el nombramiento de una mujer en posición de liderazgo.
En el cargo, liberó detenidos que habían sido arrestados sin juicio. Su relación con Bokassa empeoró cuando él quiso proclamarse emperador. Debido a que Domitien se opuso al plan, fue despedida de inmediato junto con su gabinete, el 7 de abril de 1976.
Tras el derrocamiento de Bokassa en septiembre de 1979, Domitien fue arrestada y procesada por encubrimiento de la extorsión cometida por el expresidente durante su mandato como primera ministra. Cumplió una breve condena de prisión y fue juzgada en 1980, tras lo cual se le prohibió regresar a la política. En los años 1990 recibió una compensación por el trato recibido. Continuó desempeñándose como empresaria hasta su fallecimiento en 2005.